# Landkreis Weilheim-Schongau
Landkreis Weilheim-Schongau is een Landkreis in Oberbayern in de Duitse deelstaat Beieren. De Landkreis telt 136.134 inwoners (31 december 2020) op een oppervlakte van 966,41 km². Kreisstadt is de stad Weilheim in Oberbayern.

## Indeling

Weilheim-Schongau is verdeeld in 34 gemeenten. Drie gemeenten hebben de status van stad, terwijl twee gemeenten zich Markt mogen noemen.
 Steden
1. Penzberg
2. Schongau
3. Weilheim in Oberbayern

Märkte
1. Peißenberg
2. Peiting

Overige gemeenten
1. Altenstadt
2. Antdorf
3. Bernbeuren
4. Bernried
5. Böbing
6. Burggen
7. Eberfing
8. Eglfing
9. Habach
10. Hohenfurch
11. Hohenpeißenberg
12. Huglfing
13. Iffeldorf
14. Ingenried
15. Oberhausen
16. Obersöchering
17. Pähl
18. Polling
19. Prem
20. Raisting
21. Rottenbuch
22. Schwabbruck
23. Schwabsoien
24. Seeshaupt
25. Sindelsdorf
26. Steingaden
27. Wessobrunn
28. Wielenbach
29. Wildsteig

Aichach-Friedberg · Altötting · Amberg · Amberg-Sulzbach · Ansbach (stad) · Landkreis Ansbach · Aschaffenburg (stad) · Landkreis Aschaffenburg · Augsburg (stad) · Landkreis Augsburg · Bad Kissingen · Bad Tölz-Wolfratshausen · Bamberg (stad) · Landkreis Bamberg · Bayreuth (stad) · Landkreis Bayreuth · Berchtesgadener Land · Cham · Coburg (stad) · Landkreis Coburg · Dachau · Deggendorf · Dillingen an der Donau · Dingolfing Landau · Donau-Ries · Ebersberg · Eichstätt · Erding · Erlangen · Erlangen-Höchstadt · Forchheim · Freising · Feyung-Grafenau · Fürstenfeldbruck · Fürth (stad) · Landkreis Fürth · Garmisch-Partenkirchen · Günzburg · Haßberge · Hof (stad) · Landkreis Hof · Ingolstadt · Kaufbeuren · Kelheim · Kempten im Allgäu · Kitzingen · Kronach · Kulmbach · Landsberg am Lech · Landshut (stad) · Landkreis Landshut · Lichtenfels · Lindau · Main-Spessart · Memmingen · Miesbach · Miltenberg · Mühldorf am Inn · München · Landkreis München · Neuburg-Schrobenhausen · Neumarkt in der Oberpfalz · Neurenberg · Neustadt an der Aisch-Bad Windsheim · Neustadt an der Waldnaab · Neu-Ulm · Nürnberger Land · Oberallgäu · Ostallgäu · Passau (stad) · Landkreis Passau · Pfaffenhofen an der Ilm · Regen · Regensburg (stad) · Landkreis Regensburg · Rhön-Grabfeld · Rosenheim (stad) · Landkreis Rosenheim · Roth · Rottal-Inn · Schwabach · Schwandorf · Schweinfurt (stad) · Landkreis Schweinfurt · Starnberg · Straubing · Straubing-Bogen · Tirschenreuth · Traunstein · Unterallgäu · Weiden in der Oberpfalz · Weilheim-Schongau · Weißenburg-Gunzenhausen · Wunsiedel im Fichtelgebirge · Würzburg (stad) · Landkreis Würzburg
Altenstadt ·
Antdorf ·
Bernbeuren ·
Bernried ·
Böbing ·
Burggen ·
Eberfing ·
Eglfing ·
Habach ·
Hohenfurch ·
Hohenpeißenberg ·
Huglfing ·
Iffeldorf ·
Ingenried ·
Oberhausen ·
Obersöchering ·
Pähl ·
Peißenberg ·
Peiting ·
Penzberg ·
Polling ·
Prem ·
Raisting ·
Rottenbuch ·
Schongau ·
Schwabbruck ·
Schwabsoien ·
Seeshaupt ·
Sindelsdorf ·
Steingaden ·
Weilheim i.OB ·
Wessobrunn ·
Wielenbach ·
Wildsteig